# Igreja Nossa Senhora do Carmo (Belo Horizonte)

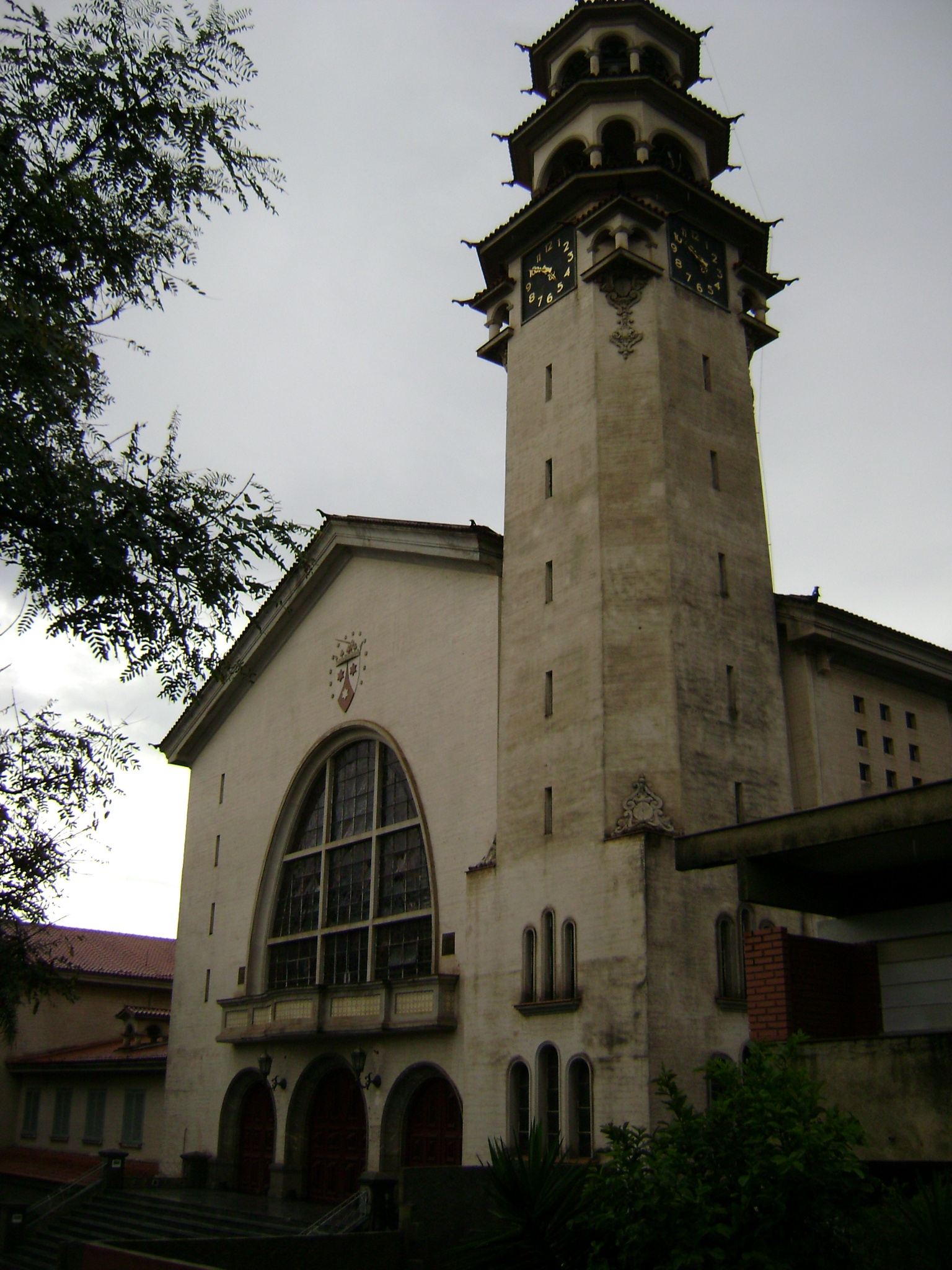
Igreja do Carmo, em frente à Avenida Nossa Senhora do Carmo.

A Igreja Nossa Senhora do Carmo, conhecida como Igreja do Carmo, é uma igreja católica localizada em Belo Horizonte, Minas Gerais.
Em 1939, veio a Belo Horizonte, Frei Canísio Mulderman, Provincial dos Carmelitas atendendo ao convite do Arcebispo Dom Antônio dos Santos Cabral, para decidir sobre a fundação de uma nova paróquia sob a orientação da Ordem Carmelita. Depois de visitar vários locais, Frei Canísio escolheu o bairro do Mendonça, que era habitado por gente simples, pobre e sofrida. 
Em 16 de julho de 1940, Dom Antônio dos Santos Cabral expediu o decreto nº 37 criando a Paróquia de Nossa Senhora do Carmo.
O primeiro vigário Frei Atanásio Maatman e seu coadjutor Frei Estevão Peters foram carinhosamente recebidos pelos belorizontinos e tomaram posse da nova paróquia durante missa festiva no dia 28 de julho do mesmo ano na Capela de Jesus Operário que era a igreja do bairro.
O bairro em pleno desenvolvimento e a paróquia ativa formavam uma realidade só, tendo à sua frente o novo vigário Frei Anselmo Bertels. Com um jeito especial ele marcava o seu trabalho pela sua capacidade de ser sensível à realidade humana e social que o cercava. Com razão, naturalmente o bairro foi tomando o novo nome de Carmo. 
A atual igreja matriz foi sagrada em 1963 após anos de trabalho e empenho para sua construção.
A igreja possui o único carrilhão de Belo Horizonte com 37 sinos e um relógio em sua torre, ambos fabricados na Holanda.